# Liste des œuvres du psychologue Henri Wallon

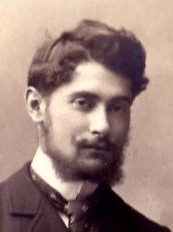
Henri Wallon jeune

Cette page propose une liste des œuvres du psychologue Henri Wallon, professeur au Collège de France, personnalité politique et responsable du plan Langevin-Wallon de réforme de l'enseignement. Elle présente notamment ses publications, l'intitulé de ses cours, des ouvrages et études en lien avec son œuvre, et indique les sources qui ont permis d'établir la bibliographie.

## Publications
- Délire de persécution, le délire chronique à base d'interprétation, thèse de médecine, Baillières, 1908.
- Rapports de l’hystérie et de l’épilepsie chez deux enfants, L'Encéphale, 1908.
- Accès d’excitation et de délire accompagné de vertiges chez un imbécile, L'Encéphale, 1909.
- Des crispations du cerveau d’un enfant aphasique, L'Encéphale, 1910.
- Psychose circulaire ayant débuté à 12 ans chez une fillette intellectuellement débile, L'Encéphale, 1910.
- Stéréotypies, inertie systématique, perte des notions de temps consécutives à une crise d’alcoolisme aigu, L'Encéphale, 1914.
- La conscience et la vie subconsciente, PUF, 1920.
- Le problème biologique de la conscience, Revue philosophique, 1921.
- Spiritisme, sexualité, psychose, Journal de psychologie normale et pathologique, 1923.
- L'Enfant turbulent, thèse de doctorat ès lettres, Alcan, Paris, 1925, rééd. PUF-Quadrige, Paris, 1984  (ISBN 2130384501)
- Stades et troubles du développement psycho-moteur et mental chez l'enfant, complément de thèse de doctorat ès lettres, 1925.
- Psychologie pathologique, Félix Alcan, 1926.
- Une variété d’enfants anormaux : les instables, Annales de l’enfance, 1926.
- La science des rêves de Sigmund Freud, Journal de psychologie normale et pathologique, 1927.
- La mentalité primitive et celle de l’enfant, Revue philosophique, 1928.
- La maladresse, Journal de psychologie normale et pathologique, 1928.
- Sélection et orientation professionnelle, Journal de psychologie normale et pathologique, 1929.
- Délire verbal, idées de possession, d'irréalité, de négation, Journal de psychologie normale et pathologique, 1930.
- La Psychologie appliquée, Revue philosophique, 1930.
- Principes de psychologie appliquée, Armand Colin, 1930.
- De l’image au réel dans la pensée de l’enfant, Revue philosophique, 1930.
- Comment se développe chez l’enfant la notion de corps propre, Journal de psychologie normale et pathologique, 1931.
- Science de la nature et science de l'homme : la psychologie, Revue de synthèse, 1931.
- La loi en psychologie, Félix Alcan, 1934.
- Les origines du caractère chez l'enfant, les préludes du sentiment de personnalité, PUF, 1934.
- Fonctions psycho-motrices et troubles du comportement, 1935.
- Physiologie spéciale du système nerveux, Félix Alcan, 1936.
- Cours de marxisme, Bureau d’éditions, 1937.
- Descartes et nous, Maupoint, 1937.
- Préface de l'ouvrage de Maurice Carité, Le Sort de l'enfance arriérée, Liège, 1937.
- Psychologie et psychotechnique, Conférences de l'Institut supérieur ouvrier, 1937.
- Dormir, Publirex, 1938.
- La Psychologie de l'enfant de la naissance à 7 ans, Bibliothèque de l’école maternelle, 1939.
- L'Évolution mentale de l'enfant avant l'école maternelle, Bibliothèque de l’école maternelle, 1939.
- Le Développement psychique, Bibliothèque de l’école maternelle, 1939.
- L'Évolution psychologique de l'enfant, Armand Colin, 1941.
- De l'acte à la pensée, essai de psychologie comparée, Flammarion, 1942.
- La sensibilité dans l'homme et dans la nature, PUF, 1943.
- Psychotechnique et médecine, Le médecin français, 1944.
- Les Origines de la pensée chez l'enfant, PUF, 1945.
- Pour la renaissance de l'agriculture française, Front national, 1945.
- La Doctrine pédagogique de Claparède, Cahiers de pédagogie générale, 1945.
- Matérialisme dialectique et psychologie, Éditions sociales, 1946.
- Principes de psychologie appliquée, 1948.
- Psychologie de la motivation, PUF, 1948.
- Les Maisons d'enfants, Revue Enfance, 1949.
- Enfants victimes de la guerre, Bourrelier, 1949.
- L'Univers morbide de la faute, PUF, 1949.
- Le Dessin chez l'enfant, Enfance, 1950.
- Les Tests mentaux à l'école, Groupe algérien d'éducation nouvelle, 1950.
- Makarenko, le Chemin de la vie, Éditions du pavillon, 1950.
- Le Développement psychologique de la première enfance, PUF, 1951.
- Les Mécanismes de la mémoire en rapport avec ses objets, PUF, 1951.
- Où en est la réforme de l'enseignement?, Cahiers laïques, 1951.
- Le Cerveau et la pensée, Les Cahiers rationalistes, 1953.
- L’œuvre du Dr Decroly, Pantin, 1954.
- Makarenko, pédagogue soviétique, PUF, 1954.
- Niveaux de fluctuation du moi, 1956.
- La Raison et l'expérience, Les Cahiers rationalistes, 1956.
- La Classe de philosophie, son présent et son avenir, Les Cahiers rationalistes, 1959.
- Psychologie et éducation de l'enfance, Enfance, 1959, réunit les textes suivants:
  -     - Psychologie et Éducation de l'Enfance
    - Science de la nature et science de l'homme : la psychologie
    - La psychologie génétique

  - Le Développement psychomoteur de l'enfant:
    - Importance du mouvement dans le développement psychologique de l'enfant
    - Syndromes d'insuffisance psychomotrice et types psychomoteurs
    - Kinesthésie et image visuelle du corps propre chez l'enfant
    - La maladresse

  - Le développement social de l'enfant:
    - Le rôle de l'autre dans la conscience du moi
    - Les milieux, les groupes et la psychogenèse de l'enfant
    - L'étude psychologique et sociologique de l'enfant.
    - Les étapes de la sociabilité chez l'enfant
    - Sociologie et Éducation

  - Psychologie comparée:
    - De l'expérience concrète à la notion de causalité
    - Le réel et le mental

  - Psychologie et Éducation:
    - La formation psychologique des maîtres
    - Les causes psycho-physiologiques de l'inattention chez l'enfant
    - Discipline et troubles du caractère
    - Les enfants dits pervers
    - La réforme de l'Université
- Buts et méthodes de la psychologie, Enfance, 1963, réunit les textes suivants:
  - Esprit critique et agnosticisme, 1936.
  - Psychologie et Technique, 1936.
  - Psychologie et matérialisme dialectique, 1946.
  - Psychopathologie et psychologie génétique, 1951.
  - L'évolution dialectique de la personnalité, 1926.
  - L'associationnisme de Pavlov, 1952.
  - L'organique et le social chez l'homme, 1953.
  - Sur la spécificité de la psychologie, 1953.
  - Les étapes de la personnalité chez l'enfant, 1956.
  - Pavlovisme et Psychologie, 1955.
  - Niveaux et fluctuations du moi, 1956.
  - Fondements métaphysiques et fondements dialectiques de la psychologie, 1958.
  - L'habileté manuelle, 1929.
  - Comment se développe chez l'enfant la notion du corps propre, 1931.
  - Les références de la pensée courante chez l'enfant, 1948.
  - L'instabilité posturo-psychique chez l'enfant, 1963.
- Écrits et souvenirs, Enfance, 1968, réunit les textes suivants :
  - Discours prononcé par M. Wallon, 1903.
  - Entretien avec Henri Wallon
  - Rabelais et l'éducation, 1953.
  - La psychologie de Descartes, 1950.
  - Introduction à l'Émile, 1958.
  - L'œuvre du Docteur Decroly, 1954.
  - Un psychologue humaniste : Charles Blondel, 1939.
  - La mentalité primitive et la raison dans l'œuvre de Lévy-Bruhl, 1957.
  - La vie et l'œuvre de Georges Dumas, 1946.
  - Pierre Janet, psychologue réaliste, 1960-1961.
  - Langevin éducateur, 1949.
  - Mort et survie, 1960.
- La Vie mentale, Éditions sociales, 1982.
- Dessin, espace et schéma corporel chez l'enfant, ESF, 1987.
- Psychologie et dialectique, Éditions sociales, 1990.
- Textes choisis, 1995.
- Le Rapport Langevin-Wallon, Mille et une nuits, 2003.
- Œuvres d'Henri Wallon, 6 tomes, L'Harmattan, 2015.
  - Œuvres 1, délire de persécution, psychologie pathologique.
  - Œuvres 2, 1903-1929.
  - Œuvres 3, 1930-1937.
  - Œuvres 4, 1938-1950.
  - Œuvres 5, 1951-1956.
  - Œuvres 6, 1957-1963.

## Cours professés à la Sorbonne
Source : Thérèse Charmasson, Stéphanie Méchine et Françoise Parot, « Les archives d’Henri Wallon »
- 1919-1920: Divers.
- 1920-1921: L’attention.
- 1921-1922: La perception chez l’enfant.
- 1922-1923: Généralités neurobiologiques ; états affectifs ; sympathie.
- 1925-1926: Éléments et formation du caractère (suppléance au cours de Georges Dumas, adaptation, présentation de malades).
- 1926-1927: Connaissance.
- 1927-1928: Les catégories de la pensée chez l’enfant.
- 1928-1929: L’explication et la pensée constructive.
- 1929-1930: Le raisonnement chez l’enfant ; le caractère chez l’enfant.
- 1930-1931: Origine du caractère chez l’enfant ; personnalité chez l’enfant.
- 1931-1932: Conditions psychobiologiques du caractère.
- 1932-1933: La crise de croissance ; le conflit.
- 1933-1934: Les origines du caractère : thèmes affectif et imaginatif.

## Cours professés au Collège de France
Source : Thérèse Charmasson, Stéphanie Méchine et Françoise Parot, « Les archives d’Henri Wallon »
Chaire de psychologie et d’éducation de l’enfance  
- 1937: Leçon d’ouverture, 15 avril 1937 ;
- 1937: L’intelligence des situations chez l’enfant, 9 leçons ;
- 1937-1938: La naissance de l’idée chez l’enfant, 16 leçons ; Le jeu ;
- 1938-1939: Les premières formes de la connaissance chez l’enfant, 15 leçons ; Le problème de l’enfance délinquante, 5 leçons ;
- 1940-1941: La déficience mentale, ses formes psychomotrices, 8 leçons ;
- 1944-1945: Les étapes psychopédagogiques de l’enfance et les institutions scolaires, 20 leçons ;
- 1946: Leçon du 8 avril 1946, 14ème leçon ;
- 1946-1947: Les composantes du caractère, les régulations, 11 leçons ;
- 1949: La notion de temps chez l’enfant, leçons 18, 19 et 20.